# Замятнин, Борис Николаевич
Борис Николаевич Замятнин (1900–1971) — ботаник, дендролог, ученый садовод, кандидат биологических наук (1951), ассистент кафедры ботаники ВГУ (1928–1930), ассистент при кафедре Воронежского пединститута (1931–1933), старший научный сотрудник Ботанического сада БИН РАН (с 1945).

## Биография
Родился в 1900 году в городе Павловск Воронежской губернии в семье юриста Николая Евгеньевича Замятнина и Екатерины Кузьминичны Замятниной. Братья — Владимир Николаевич (советский экономист) и Сергей Николаевич (советский археолог).
Участник Великой Отечественной войны.
В октябре 1945 Замятнин вернулся с фронта и приступил к работе в Ботаническом саду БИН РАН. Он много сделал по восстановлению коллекций открытого и закрытого грунта, возродил культуру Виктории. Начиная с 1949 г. Б. Н. Замятнин в массовом количестве выписывал семена и испытывал на питомниках многие виды пихт (более 26 таксонов), что позволило восстановить погибшие в войну, повторно испытать выпавшие и попытаться ввести в коллекцию новые пихты. В 1949–1953 гг. он исполнял обязанности куратора тропических оранжерей. 
Один из авторов фундаментального издания «Деревья и кустарники СССР» (со 2 по 6 том), где описал виды древесных растений, которые выращиваются или могут выращиваться на территории СССР.

## Публикации
- Замятнин Б. Н. Виктория регия – гигантская водяная лилия Южной Америки. — Л.: Наука, 1980. — 89 с.

- Замятнин Б. Н. О дате основания Аптекарского огорода на Аптекарском острове в Петербурге // Бот. журнал. : журнал. — 1964. — Т. XLIX. — С. 291—293.
- Замятнин Б. Н. Путеводитель по парку Ботанического института. — М., Л., 1961. — 125 с.